# All Star Perche 2021
Navigation
Édition 2020 Édition 2022
La sixième édition du meeting All Star Perche, compétition d'athlétisme en salle de saut à la perche, s'est déroulée le 27 février 2021 à Aubière, en France. Considérée comme la compétition la plus prestigieuse de saut à la perche au monde, la réunion accueille les meilleurs athlètes mondiaux de la discipline. La compétition se déroule à huis clos et se limite à 4 concours en raison de la pandémie de la Covid-19. Pour la même raison, l'évènement déménage exceptionnellement au Stadium Jean-Pellez d'Aubière à la place de la Maison des Sports de Clermont-Ferrand.

## Faits marquants
Renaud Lavillenie établit un nouveau record du meeting et améliore sa meilleure performance de la saison en franchissant 6,06 m. Le néerlandais Menno Vloon améliore de 11 centimètres son record personnel en effaçant une barre à 5,96 m. Ethan Cormont et Valentin Lavillenie s'adjugent les minima olympiques placés à 5,80 m. La biélorusse Iryna Zhuk porte son record national à 4,73 m et termine deuxième de l'épreuve derrière la britannique Holly Bradshaw.

## Résultats
| Rang               | Nom                  | Nationalité | 5,40 m | 5,55 m | 5,70 m | 5,80 m | 5,86 m | 5,91 m | 5,96 m | 6,01 m | 6,06 m | 6,20 m | Marque | Notes |
| ------------------ | -------------------- | ----------- | ------ | ------ | ------ | ------ | ------ | ------ | ------ | ------ | ------ | ------ | ------ | ----- |
| Médaille d'or      | Renaud Lavillenie    | France      | —      | —      | o      | —      | o      | —      | xo     | —      | xxo    | xxx    | 6,06 m | SB    |
| Médaille d'argent  | Menno Vloon          | Pays-Bas    | xo     | o      | o      | xxo    | o      | —      | xxo    | xxx    |        |        | 5,96 m | NR    |
| Médaille de bronze | Chris Nilsen         | États-Unis  | o      | o      | o      | xo     | xxo    | —      | xxx    |        |        |        | 5,86 m |       |
| 4                  | Ethan Cormont        | France      | xo     | o      | o      | xo     | xxx    |        |        |        |        |        | 5,80 m | PB    |
| 5                  | Valentin Lavillenie  | France      | —      | o      | o      | xxo    | xxx    |        |        |        |        |        | 5,80 m | =PB   |
| 6                  | Thiago Braz da Silva | Brésil      | —      | o      | o      | x-     | xx-    |        |        |        |        |        | 5,70 m |       |
| 7                  | Cole Walsh           | États-Unis  | xo     | o      | xo     | xxx    |        |        |        |        |        |        | 5,70 m |       |

| Rang               | Nom                | Nationalité | 4,20 m | 4,35 m | 4,50 m | 4,60 m | 4,68 m | 4,73 m | 4,78 m | 4,83 m | 4,88 m | Marque | Notes |
| ------------------ | ------------------ | ----------- | ------ | ------ | ------ | ------ | ------ | ------ | ------ | ------ | ------ | ------ | ----- |
| Médaille d'or      | Holly Bradshaw     | Royaume-Uni | —      | —      | xo     | o      | o      | o      | xxo    | —      | xxx    | 4,78 m |       |
| Médaille d'argent  | Iryna Zhuk         | Biélorussie | —      | —      | o      | xo     | o      | xxo    | xxx    |        |        | 4,73 m | NR    |
| Médaille de bronze | Alysha Newman      | Canada      | —      | o      | o      | o      | xxx    |        |        |        |        | 4,60 m |       |
| Médaille de bronze | Tina Šutej         | Slovénie    | —      | o      | o      | o      | xxx    |        |        |        |        | 4,60 m |       |
| 5                  | Angelica Moser     | Suisse      | —      | xo     | o      | xo     | xxx    |        |        |        |        | 4,60 m |       |
| 6                  | Anicka Newell      | Canada      | —      | o      | xo     | xxx    |        |        |        |        |        | 4,50 m |       |
| 7                  | Margot Chevrier    | France      | o      | xo     | xxx    |        |        |        |        |        |        | 4,35 m |       |
| 8                  | Elina Giallurachis | France      | o      | xxo    | xxx    |        |        |        |        |        |        | 4,35 m |       |